# Геоинформационная система
Гѐоинформацио́нная систе́ма также географи́ческая информацио́нная систе́ма или ГИС — система сбора, хранения, анализа и графической визуализации пространственных (географических) данных и связанной с ними информации о необходимых объектах.
Понятие геоинформационной системы также используется в более узком смысле — как инструмента (программного продукта), позволяющего пользователям искать, анализировать и редактировать как цифровую карту местности, так и дополнительную информацию об объектах.
Геоинформационная система может включать в свой состав базы данных дистанционного зондирования Земли, пространственные базы данных (в том числе под управлением универсальных СУБД), редакторы растровой и векторной графики, различные средства пространственного анализа данных. Применяются в картографии, геологии, метеорологии, землеустройстве, экологии, муниципальном управлении, транспорте, экономике, обороне и многих других областях. Научные, технические, технологические и прикладные аспекты проектирования, создания и использования геоинформационных систем изучаются геоинформатикой.

## Классификация
По территориальному охвату геоинформационные системы подразделяют на глобальные (англ. global), субконтинентальные, национальные, зачастую имеющие статус государственных, региональные (regional), субрегиональные, локальные, или местные (local). В некоторых случаях такие территориальные ГИС могут быть размещены в открытом доступе в сети Интернет и называются геопорталами.
По предметной области информационного моделирования выделяются городские (муниципальные) (urban GIS), недропользовательские, горно-геологические информационные системы (ГГИС), природоохранные (environmental) и т. п.; среди них особое наименование, как особо широко распространённые, получили земельные информационные системы.
Также геоинформационные системы могут быть классифицированы по проблемной ориентации — решаемым научным и прикладным задачам. Таковыми задачами могут быть инвентаризация ресурсов (в том числе кадастр), анализ, оценка, мониторинг, управление и планирование, поддержка принятия решений, геомаркетинг. Кроме того, интегрированные геоинформационные системы совмещают функциональные возможности и систем цифровой обработки изображений (данных дистанционного зондирования) в единой интегрированной среде.
Различают также:
- полимасштабные, или масштабно-независимые геоинформационные системы (multiscale), основанные на множественных, или полимасштабных представлениях пространственных объектов, обеспечивая графическое или картографическое воспроизведение данных на любом из избранных уровней масштабного ряда на основе единственного набора данных с наибольшим пространственным разрешением;
- пространственно-временные геоинформационные системы (spatio-temporal), оперирующие пространственно-временными данными.

## Геоинформационный проект
Геоинформационный проект — наполнение геоинформационной системы пространственными данными и сведениями об объектах в привязке к пространственным данным. Проект может быть реализован на какой-либо из тиражируемых геоинформационных систем, либо такая система может быть разработана специально для геоинформационного проекта. Типичные этапы геоинформационного проекта:
- предпроектные исследования, включающие изучение функциональных требований, оценку функциональных возможностей геоинформационных систем, технико-экономическое обоснование;
- системное проектирование, включая стадию пилотного проекта, при необходимости — разработку геоинформационных систем или расширение существующих;
- тестирование на небольшом территориальном фрагменте, или тестовом участке, прототипирование, или создание опытного образца, или прототипа (prototype);
- внедрение;
- эксплуатация.

## Представление данных
Данные в геоинформационных системах описывают, как правило, реальные объекты, такие как дороги, здания, водоемы, лесные массивы. Реальные объекты можно разделить на две абстрактные категории: дискретные (дома, территориальные зоны) и непрерывные (рельеф, уровень осадков, среднегодовая температура). Для представления этих двух категорий объектов используются векторные и растровые данные.
Растровые данные хранятся в виде наборов величин, упорядоченных в форме прямоугольной сетки. Ячейки этой сетки называются пикселями. Наиболее распространенным способом получения растровых данных о поверхности Земли является дистанционное зондирование, проводимое при помощи спутников и БПЛА. Хранение растровых данных может осуществляться в графических форматах, например TIFF или JPEG.
Векторные данные обычно имеют намного меньший размер, чем растровые. Их легко трансформировать и проводить над ними бинарные операции. Векторные данные позволяют проводить различные типы пространственного анализа, к примеру поиск кратчайшего пути в дорожной сети.
Наиболее распространёнными типами векторных объектов являются точки, полилинии (ломаные), полигоны (многоугольники).
Точки используются для обозначения географических объектов, для которых важно местоположение, а не их форма или размеры. Возможность обозначения объекта точкой зависит от масштаба карты. В то время как на карте мира города целесообразно обозначать точечными объектами, то на карте города сам город представляется в виде множества объектов. В ГИС точечный объект изображается в виде некоторой геометрической фигуры небольших размеров (квадратик, кружок, крестик), либо пиктограммой, передающей тип реального объекта.
Полилинии служат для изображения линейных объектов. Полилиния — ломаная линия, составленная из отрезков прямых. Полилиниями изображаются дороги, железнодорожные пути, реки, улицы, водопровод. Допустимость изображения объектов полилиниями также зависит от масштаба карты. Например, крупная река в масштабах континента вполне может изображаться линейным объектом, тогда как уже в масштабах города требуется её изображение площадным объектом. Характеристикой линейного объекта является длина.
Многоугольники (калька от термина «полигоны», который также может использоваться в данном случае) служат для обозначения площадных объектов с чёткими границами. Примерами могут служить озера, парки, здания, страны, континенты. Характеризуются площадью и длиной периметра.
Семантические данные могут быть привязаны к векторным: например, на карте территориального зонирования к площадным объектам, представляющим зоны, может быть привязана характеристика типа зоны. Структуру и типы данных определяет пользователь. На основе численных значений, присвоенных векторным объектам на карте, может строиться тематическая карта, на которой эти значения обозначены цветами в соответствии с цветовой шкалой, либо окружностями разного размера. Непрерывные поля величин могут быть описаны векторными данными. Поля при этом изображаются в виде изолиний или контурных линий. Одним из способов представления рельефа является нерегулярная триангуляционная сетка (англ. TIN, triangulated irregular networks). Такая сетка формируется множеством точек с привязанными значениями (в данном случае высота). Значения в произвольной точке внутри сетки получаются путём интерполяции значений в узлах треугольника, в который попадает эта точка.

## Анализ геопространственных данных
Пространственные данные составляют основу информационного обеспечения геоинформационных систем. Современный анализ геопространственных данных позволяет совмещать геоинформационную систему с бизнес-аналитикой, что приводит к качественному, быстрому принятию решений за счет сокращения времени на поиск и анализ необходимой информации. Пространственный анализ позволяет использовать карту как одно из стандартных измерений, наподобие времени.
Типичные вопросы, на которые может ответить геоинформационная система:
- «Что находится в…?» (определяется место).
- «Где это находится?» (пространственный анализ).
- «Что изменилось начиная с…?» (определить временные изменения на определённой площади).
- «Какие пространственные структуры существуют?»
- «Что, если…?» (моделирование, что произойдет, если добавить новый объект).

## Хронология развития геоинформационных систем
В начальный период с конца 1950-х годов до начала 1970-х годов, сопровождавшийся введением исследований принципиальных возможностей, пограничных областей знаний и технологий, осуществлена наработка эмпирического опыта и реализованы первые крупные проекты и теоретические работы. Именно в этот период были запущены первые искусственные спутники Земли, появились компьютеры, чуть позднее — первые дигитайзеры, плоттеры, графические дисплеи. К этому же периоду относится и появление формальных методов пространственного анализа.
Период с начала 1970-х годов до начала 1980-х годов считается периодом государственных инициатив в сфере геоинформационных систем, именно государственная поддержка геоинформационных проектов на этом этапе стимулировала развитие экспериментальных работ в области геоинформационных систем, основанных на использовании баз данных по уличным сетям, созданы автоматизированные системы навигации, системы вывоза городских отходов и мусора, системы обеспечения движения транспортных средств в чрезвычайных ситуациях.
С первой половины 1980-х годов начался период коммерческого развития геоинформационных систем. Широкий рынок разнообразных программных средств, развитие настольных геоинформационных систем, расширение области их применения за счёт интеграции с базами непространственных данных, появление сетевых приложений, появление значительного числа непрофессиональных пользователей, системы, поддерживающие индивидуальные наборы данных на отдельных компьютерах, открыли путь системам, поддерживающим корпоративные и распределённые базы геоданных. С конца 1980-х годов появились геоинформационные системы пользовательского уровня.